# Lista de filmes da Pixar

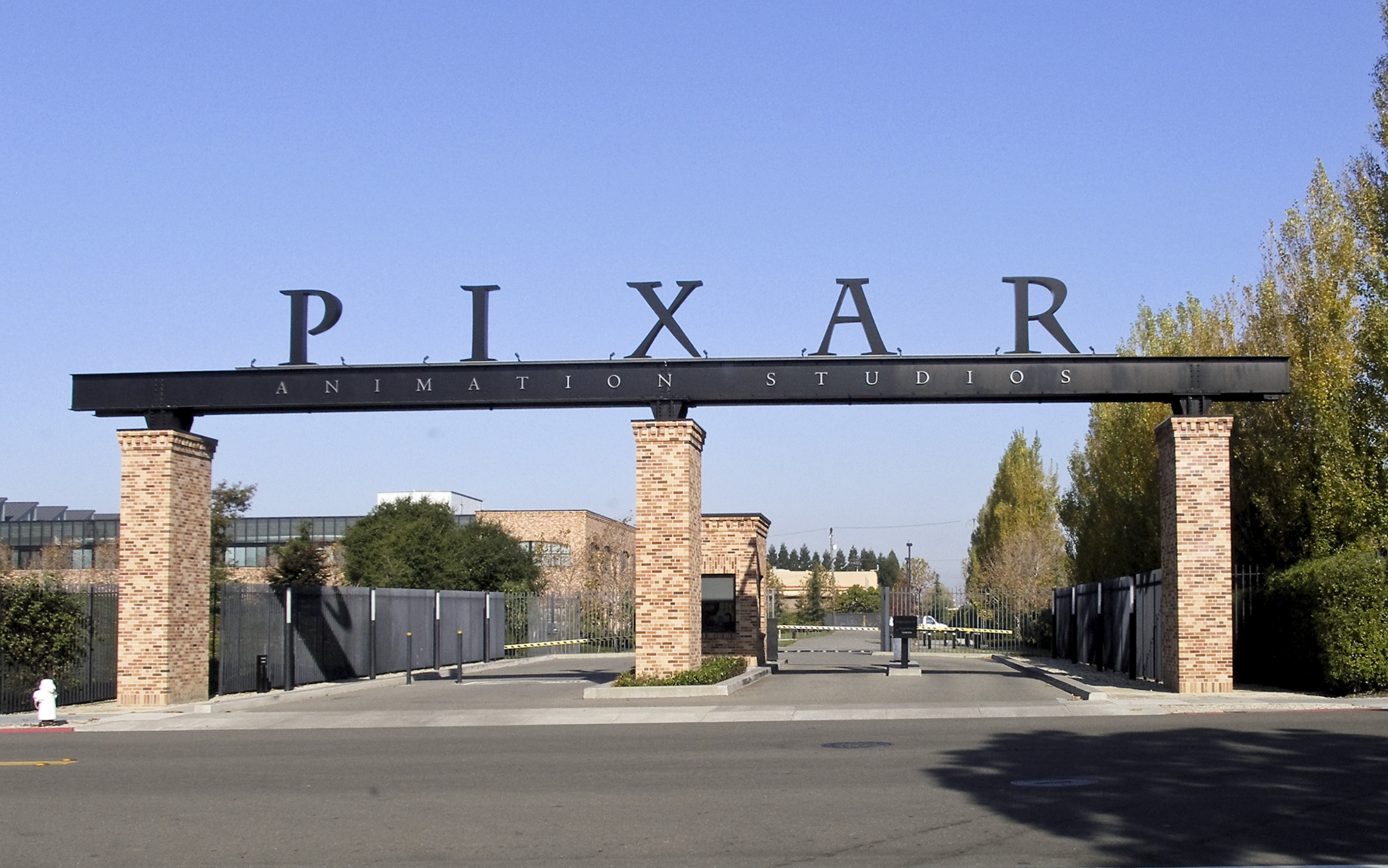
Sede da Pixar Animation Studios, na Califórnia.

Esta é uma lista de filmes produzidos pela Pixar, uma companhia cinematográfica estadunidense de filmes gerados por computador, sediada em Emeryville, Califórnia, Estados Unidos.
Até 22 de novembro de 2016, a Pixar havia já produzido dezessete longa-metragens, todos distribuídos pela Walt Disney Pictures. A companhia produziu seu primeiro longa-metragem, o aclamado Toy Story, em 1995. Em seguida, lançou outros eventuais sucessos comerciais e de crítica, como A Bug's Life (em 1998), Monsters, Inc. (em 2001), Finding Nemo (em 2003), The Incredibles (em 2004), Ratatouille (em 2007), WALL-E (em 2008) e Up (em 2009). Em 2015, a companhia lançou dois filmes no mesmo ano pela primeira vez, com a estreia de Inside Out e The Good Dinosaur.
Em março de 2014, os diretores da companhia anunciaram a produção dos filmes Cars 3 e Coco (lançados em 2017), The Incredibles 2 (lançado em 2018), Toy Story 4 (lançado em 2019) e outras duas produções inéditas marcadas para estreia em 2020.
Sua próximos filmes incluem Hoppers e Toy Story 5 em 2026, Gatto em 2027 e Os Incríveis 3 em uma data ainda não especificada.

## Filmes da Pixar

### Longa-metragens
| Nº              | Título              | Título                              | Título                               | Data de lançamento     | Diretor                                       | Produtor                             | Orçamento    | Receita       | Oscar de melhor animação | Ref.          |
| Nº              | Original            | No Brasil                           | Em Portugal                          | Data de lançamento     | Diretor                                       | Produtor                             | Orçamento    | Receita       | Oscar de melhor animação | Ref.          |
| --------------- | ------------------- | ----------------------------------- | ------------------------------------ | ---------------------- | --------------------------------------------- | ------------------------------------ | ------------ | ------------- | ------------------------ | ------------- |
| 1               | Toy Story           | Toy Story - Um Mundo de Aventuras   | Toy Story - Os Rivais                | 22 de novembro de 1995 | John Lasseter                                 | Ralph Guggnheim e Bonnie Arnold      | 30 milhões   | 404.265.438   | —                        | [ 8 ]         |
| 2               | A Bug's Life        | Vida de Inseto                      | Uma Vida de Insecto                  | 25 de novembro de 1998 | John Lasseter e Andrew Stanton                | Darla K. Anderson e Keven Reher      | 60 milhões   | 363.398.565   | —                        | [ 9 ]         |
| 3               | Toy Story 2         | Toy Story 2                         | Toy Story 2 - Em Busca de Woody      | 24 de novembro de 1999 | John Lasseter                                 | Helen Plotkin e Karen Robert Jackson | 90 milhões   | 497.374.776   | —                        | [ 8 ]         |
| 4               | Monsters, Inc.      | Monstros S. A.                      | Monstros e Companhia                 | 2 de novembro de 2001  | Pete Docter                                   | Darla K. Anderson                    | 115 milhões  | 632.316.649   | Indicado                 | [ 10 ]        |
| 5               | Finding Nemo        | Procurando Nemo                     | À Procura de Nemo                    | 30 de maio de 2003     | Andrew Stanton                                | Graham Walters                       | 94 milhões   | 940.343.261   | Venceu                   | [ 10 ]        |
| 6               | The Incredibles     | Os Incríveis                        | The Incredibles: Os Super-Heróis     | 5 de novembro de 2004  | Brad Bird                                     | John Walker                          | 92 milhões   | 631.606.713   | Venceu                   | [ 10 ]        |
| 7               | Cars                | Carros                              | Carros                               | 9 de junho de 2006     | John Lasseter e Joe Ranft                     | Darla K. Anderson                    | 120 milhões  | 461.983.149   | Indicado                 | [ 10 ]        |
| 8               | Ratatouille         | Ratatouille                         | Ratatui                              | 29 de junho de 2007    | Brad Bird                                     | Brad Lewis                           | 150 milhões  | 623.726.085   | Venceu                   | [ 10 ]        |
| 9               | WALL·E              | WALL·E                              | WALL·E                               | 27 de junho de 2008    | Andrew Stanton                                | Lindsey Collins                      | 180 milhões  | 521.311.860   | Venceu                   | [ 10 ]        |
| 10              | Up                  | Up - Altas Aventuras                | Up - Altamente!                      | 29 de maio de 2009     | Pete Docter                                   | Jonas Rivera                         | 175 milhões  | 735.099.082   | Venceu                   | [ 10 ]        |
| 11              | Toy Story 3         | Toy Story 3                         | Toy Story 3                          | 18 de junho de 2010    | Lee Unkrich                                   | Darla K. Anderson                    | 200 milhões  | 1.066.969.703 | Venceu                   | [ 10 ]        |
| 12              | Cars 2              | Carros 2                            | Carros 2                             | 24 de junho de 2011    | John Lasseter                                 | Denise Ream                          | 200 milhões  | 559.852.396   | —                        | [ 10 ]        |
| 13              | Brave               | Valente                             | Brave - Indomável                    | 22 de junho de 2012    | Mark Andrews e Brenda Chapman                 | Katherine Safarian                   | 185 milhões  | 535.170.602   | Venceu                   | [ 10 ]        |
| 14              | Monsters University | Universidade Monstros               | Monstros - A Universidade            | 21 de junho de 2013    | Dan Scanlon                                   | Kori Rae                             | 200 milhões  | 743.559.607   | —                        | [ 10 ]        |
| 15              | Inside Out          | Divertida Mente                     | Divertida-Mente (Inside Out)         | 19 de junho de 2015    | Pete Docter                                   | Jonas Rivera                         | 175 milhões  | 857.611.174   | Venceu                   | [ 10 ]        |
| 16              | The Good Dinosaur   | O Bom Dinossauro                    | A Viagem de Arlo                     | 25 de novembro de 2015 | Peter Sohn                                    | Denise Ream                          | 175 millhões | 331.926.147   | —                        | [ 10 ]        |
| 17              | Finding Dory        | Procurando Dory                     | À Procura de Dory                    | 17 de junho de 2016    | Andrew Stanton                                | Lindsey Collins                      | 200 milhões  | 1.028.570.889 | —                        | [ 10 ]        |
| 18              | Cars 3              | Carros 3                            | Carros 3                             | 16 de junho de 2017    | Brian Fee                                     | Kevin Reher                          | 175 milhões  | 383.930.656   | —                        | [ 1 ]         |
| 19              | Coco                | Viva - A Vida é Uma Festa           | Coco                                 | 22 de novembro de 2017 | Lee Unkrich                                   | Darla K. Anderson                    | 200 milhões  | 807.082.196   | Venceu                   | [ 3 ]         |
| 20              | Incredibles 2       | Os Incríveis 2                      | The Incredibles 2: Os Super-Heróis   | 15 de junho de 2018    | Brad Bird                                     | John Walker eNicole Paradis Grindle  | 200 milhões  | 1.243.225.667 | Indicado                 | [ 1 ]         |
| 21              | Toy Story 4         | Toy Story 4                         | Toy Story 4                          | 21 de junho de 2019    | Josh Cooley                                   | Jonas Rivera                         | 200 milhões  | 1,101,734,753 | Venceu                   | [ 6 ]         |
| 22              | Onward              | Dois Irmãos: Uma Jornada Fantástica | Bora Lá                              | 6 de março de 2020     | Dan Scanlon                                   | Kori Rae                             | 200 milhões  | 141.940.042   | Indicado                 | [ 6 ]         |
| 23              | Soul                | Soul                                | Soul: Uma Aventura com Alma          | 25 de dezembro de 2020 | Pete Docter                                   | Dana Murray                          | 150 milhões  | 132.970.624   | Venceu                   | [ 11 ]        |
| 24              | Luca                | Luca                                | Luca                                 | 18 de junho de 2021    | Enrico Casarosa                               | Andrea Warren                        | —            | 51.074.773    | Indicado                 | [ 12 ]        |
| 25              | Turning Red         | Red: Crescer É uma Fera             | Turning Red - Estranhamente Vermelho | 11 de março de 2022    | Domee Shi                                     | Lindsey Collins                      | 175 milhões  | 21.813.358    | Indicado                 | [ 13 ]        |
| 26              | Lightyear           | Lightyear                           | Buzz Lightyear                       | 17 de junho de 2022    | Angus MacLane                                 | Galyn Susman                         | 200 milhões  | 226.425.420   | —                        | [ 12 ]        |
| 27              | Elemental           | Elementos                           | Elemental                            | 16 de junho de 2023    | Peter Sohn                                    | Denise Ream                          | 200 milhões  | 496.444.308   | Indicado                 | [ 12 ]        |
| 28              | Inside Out 2        | Divertida Mente 2                   | Divertida-Mente 2                    | 14 de junho de 2024    | Kelsey Mann                                   | Mark Nielsen                         | 200 milhões  | 1,687,299,613 | Indicado                 | [ 14 ] [ 15 ] |
| 29              | Elio                | Elio                                | Elio                                 | 13 de junho de 2025    | Domee Shi, Madeline Sharafian e Adrian Molina | Mary Alice Drumm                     | 300 milhões  | TBA           | TBA                      | [ 16 ] [ 17 ] |
| Próximos Filmes |                     |                                     |                                      |                        |                                               |                                      |              |               |                          |               |
| 30              | Hoppers             | Cara de Um, Focinho de Outro        | Hoppers                              | 6 de março de 2026     | Daniel Chong                                  | Nicole Paradis Grindle               | TBA          | TBA           | TBA                      | [ 18 ] [ 19 ] |
| 31              | Toy Story 5         | Toy Story 5                         | Toy Story 5                          | 19 de junho de 2026    | Andrew Stanton e McKenna Harris               | TBA                                  | 200 milhões  | TBA           | TBA                      | [ 20 ]        |
| 32              | Gatto               | Gatto                               | Gatto                                | 2027                   | Enrico Casarosa                               | Andrea Warren                        | TBA          | TBA           | TBA                      | [ 21 ] [ 22 ] |
| 33              | Incredibles 3       | Os Incríveis 3                      | The Incredibles 3                    | TBA                    | Brad Bird                                     | TBA                                  | TBA          | TBA           | TBA                      | [ 23 ]        |
| 34              | Coco 2              | Viva: A Vida é uma Festa 2          | Coco 2                               | 2029                   | Lee Unkrich                                   | TBA                                  | TBA          | TBA           | TBA                      | [ 24 ]        |

^  Estreou diretamente no Disney+.
^  Até 9 de agosto de 2024.

### Ritmo de produção
Em julho de 2013, o presidente da Pixar Studios, Edwin Catmull, afirmou que a companhia planejava lançar um filme por ano e sua respectiva sequência no ano seguinte, como parte de uma remodelação interna da empresa conhecida como "um filme e meio por ano". Em julho de 2016, exatamente três anos após a declaração, o presidente da companhia, Jim Morris, revelou que não haviam planos para novas sequências após o lançamento de Toy Story 4 (previsto para 2019). Segundo Morris, a empresa estaria visando futuros enredos originais. Em breve, voltará a ter novas sequências.

### Filmes cancelados
Em 2005, a Pixar entrou em colaboração com a Disney e a Warner Bros. para a produção de uma adaptação live action do romance 1906, de James Dalessandro. O filme, que seria dirigido por Brad Bird, acabou sendo cancelado após questões sobre o enredo e o elevado orçamento de 200 milhões de dólares.
Outro filme intitulado Newt foi anunciado em abril de 2008, com estreia planejada para 2011, posteriormente adiada para 2012, porém cancelado em maio de 2010. John Lasseter, um dos principais diretores da companhia, comentou que o principal motivo foi a semelhança do projeto com o enredo de Rio, lançado pela Blue Sky Studios em 2011. Em março de 2014, Catmull afirmou que Newt era uma "ideia que não funcionava" na fase de pré-produção. Quando o projeto foi transferido para Pete Docter, o diretor de Up considerou melhor adaptar a ideia original para Inside Out, que viria a ser concretizado no ano seguinte.
Em 2010, Henry Selick formou uma joint venture com a Pixar chamada Cinderbitter Productions, que se dedicaria exclusivamente a filmes Stop motion. O primeiro projeto encabeçado pela nova produtora foi intitulado ShadeMaker e planejado para estreia em 2013. No entanto, o filme veio a ser cancelado por alegadas "divergências criativas". Selick, portanto, seguiu sozinho com o projeto cujo título foi alterado para The Shadow King.
Além destas produções canceladas, a Pixar também planejou sequências para Finding Nemo (que foi adaptada para Finding Dory) e para Monsters, Inc. (que foi transformada em prequela e lançada como Monsters University), assim como uma versão diferente de Toy Story 3.

### Co-produções
Buzz Lightyear of Star Command: The Adventure Begins é um filme animado lançado direto em vídeo no ano de 2000. O filme foi produzido pela Disney Television Animation em parceria com a Pixar, sendo também seguido pela série televisiva.

## Recepção

### Bilheterias
| Ano  | Filme               | Orçamento        | Bilheterias  | Bilheterias        | Bilheterias | Ref.          |
| Ano  | Filme               | Orçamento        | EUA e Canadá | Outros Territórios | Global      | Ref.          |
| ---- | ------------------- | ---------------- | ------------ | ------------------ | ----------- | ------------- |
| 1995 | Toy Story           | $30 milhões      | $265M        | $271M              | $536M       | [ 36 ] [ 37 ] |
| 1998 | A Bug's Life        | $120 milhões     | $236M        | $260M              | $496M       | [ 38 ]        |
| 1999 | Toy Story 2         | $90 milhões      | $277M        | $312M              | $589M       | [ 39 ] [ 40 ] |
| 2001 | Monsters, Inc.      | $110 milhões     | $315M        | $350M              | $665M       | [ 41 ]        |
| 2003 | Finding Nemo        | $94 milhões      | $465M        | $512M              | $977M       | [ 42 ]        |
| 2004 | The Incredibles     | $92 milhões      | $276M        | $413M              | $689M       | [ 43 ]        |
| 2006 | Cars                | $120 milhões     | $253M        | $315M              | $568M       | [ 44 ]        |
| 2007 | Ratatouille         | $150 milhões     | $315M        | $319M              | $634M       | [ 45 ]        |
| 2008 | WALL-E              | $180 milhões     | $294M        | $329M              | $623M       | [ 46 ]        |
| 2009 | Up                  | $175 milhões     | $350M        | $436M              | $786M       | [ 47 ]        |
| 2010 | Toy Story 3         | $200 milhões     | $496M        | $572M              | $1,068B     | [ 48 ]        |
| 2011 | Cars 2              | $200 milhões     | $227M        | $385M              | $612M       | [ 49 ]        |
| 2012 | Brave               | $185 milhões     | $234M        | $325M              | $559M       | [ 50 ]        |
| 2013 | Monsters University | $200 milhões     | $319M        | $456M              | $775M       | [ 51 ] [ 52 ] |
| 2015 | Inside Out          | $175 milhões     | $358M        | $528M              | $886M       | [ 53 ]        |
| 2015 | The Good Dinosaur   | $175–200 milhões | $210M        | $258M              | $468M       | [ 54 ] [ 55 ] |
| 2016 | Finding Dory        | $200 milhões     | $486M        | $543M              | $1,029B     | [ 56 ] [ 57 ] |
| 2017 | Cars 3              | $175 milhões     | $236M        | $356M              | $592M       | [ 58 ] [ 59 ] |
| 2017 | Coco                | $175–200 milhões | $365M        | $480M              | $845M       | [ 60 ] [ 61 ] |
| 2018 | Incredibles 2       | $200 milhões     | $615M        | $653M              | $1,268B     | [ 62 ] [ 63 ] |
| 2019 | Toy Story 4         | $200 milhões     | $436M        | $640M              | $1,076B     | [ 64 ] [ 65 ] |
| 2020 | Onward              | $175–200 milhões | $213M        | $243M              | $456M       | [ 66 ]        |
| 2020 | Soul                | $175 milhões     | $326M        | $542M              | $868M       | [ 67 ]        |
| 2021 | Luca                | $180 milhões     | $289M        | $365M              | $654M       | [ 68 ] [ 69 ] |
| 2022 | Turning Red         | $175–200 milhões | $314M        | $432M              | $746M       | [ 70 ] [ 71 ] |
| 2022 | Lightyear           | $200 milhões     | $120M        | $216M              | $336M       | [ 72 ] [ 73 ] |
| 2023 | Elemental           | $200 milhões     | $245M        | $370M              | $615M       | [ 74 ] [ 75 ] |
| 2024 | Inside Out 2        | $200 milhões     | $671M        | $1,023B            | $1,694B     | [ 76 ] [ 77 ] |

1. ↑  Estreou diretamente no Disney+.
2. ↑  Estreou diretamente no Disney+.
3. ↑  Estreou diretamente no Disney+.

### Recepção da crítica e do público
| Filme               | Rotten Tomatoes | Metacritic | CinemaScore | IMDb |
| ------------------- | --------------- | ---------- | ----------- | ---- |
| Toy Story           | 100%            | 95/100     | A           | 8,3  |
| A Bug's Life        | 92%             | 77/100     | A           | 7,2  |
| Toy Story 2         | 100%            | 88/100     | A+          | 7,9  |
| Monsters, Inc.      | 96%             | 78/100     | A+          | 8,1  |
| Finding Nemo        | 99%             | 90/100     | A+          | 8,2  |
| The Incredibles     | 97%             | 90/100     | A+          | 8,0  |
| Cars                | 74%             | 73/100     | A           | 7,2  |
| Ratatouille         | 96%             | 96/100     | A           | 8,1  |
| WALL-E              | 96%             | 94/100     | A           | 8,4  |
| Up                  | 98%             | 88/100     | A+          | 8,3  |
| Toy Story 3         | 99%             | 92/100     | A           | 8,3  |
| Cars 2              | 39%             | 57/100     | A−          | 6,2  |
| Brave               | 78%             | 69/100     | A           | 7,1  |
| Monsters University | 78%             | 65/100     | A           | 7,2  |
| Inside Out          | 98%             | 94/100     | A           | 8,1  |
| The Good Dinosaur   | 77%             | 66/100     | A           | 6,7  |
| Finding Dory        | 94%             | 77/100     | A           | 7,2  |
| Cars 3              | 69%             | 59/100     | A           | 6,7  |
| Coco                | 97%             | 81/100     | A+          | 8,4  |
| Incredibles 2       | 93%             | 80/100     | A+          | 7,5  |
| Toy Story 4         | 97%             | 84/100     | A           | 7,7  |
| Onward              | 88%             | 61/100     | A-          | 7,4  |
| Soul                | 95%             | 83/100     | —           | 8,0  |
| Luca                | 91%             | 71/100     | —           | 7,4  |
| Turning Red         | 94%             | 83/100     | —           | 7,0  |
| Lightyear           | 75%             | 60/100     | A-          | 6,1  |
| Elemental           | 73%             | 58/100     | A           | 7,0  |
| Inside Out 2        | 92%             | 74/100     | A           | 7,9  |

## Prêmios e indicações

### Globo de Ouro
| Ano  | Filme                     | Categoria                          | Indicado                                  | Resultado |
| ---- | ------------------------- | ---------------------------------- | ----------------------------------------- | --------- |
| 1996 | Toy Story                 | Melhor Filme de Comédia ou Musical | John Lasseter                             | Indicado  |
| 1996 | Toy Story                 | Melhor Canção Original             | "You've Got a Friend in Me"               | Indicado  |
| 1999 | Vida de Inseto            | Melhor Trilha Sonora               | Randy Newman                              | Indicado  |
| 2000 | Toy Story 2               | Melhor Filme de Comédia ou Musical | John Lasseter                             | Venceu    |
| 2000 | Toy Story 2               | Melhor Canção Original             | "When She Loved Me"                       | Indicado  |
| 2004 | Procurando Nemo           | Melhor Filme de Comédia ou Musical | Andrew Stanton                            | Indicado  |
| 2004 | Procurando Nemo           | Melhor Trilha Sonora               | Thomas Newman                             | Indicado  |
| 2005 | Os Incríveis              | Melhor Filme de Comédia ou Musical | Brad Bird                                 | Indicado  |
| 2007 | Carros                    | Melhor Filme de Animação           | John Lasseter                             | Venceu    |
| 2008 | Ratatouille               | Melhor Filme de Animação           | Brad Bird                                 | Venceu    |
| 2009 | WALL·E                    | Melhor Filme de Animação           | Andrew Stanton                            | Venceu    |
| 2009 | WALL·E                    | Melhor Canção Original             | "Down to Earth"                           | Indicado  |
| 2010 | Up - Altas Aventuras      | Melhor Filme de Animação           | Pete Docter                               | Venceu    |
| 2010 | Up - Altas Aventuras      | Melhor Trilha Sonora               | Michael Giacchino                         | Venceu    |
| 2011 | Toy Story 3               | Melhor Filme de Animação           | Lee Unkrich                               | Venceu    |
| 2012 | Carros 2                  | Melhor Filme de Animação           | John Lasseter                             | Indicado  |
| 2013 | Valente                   | Melhor Filme de Animação           | Mark Andrews                              | Venceu    |
| 2016 | Divertida Mente           | Melhor Filme de Animação           | Pete Docter e Jonas Rivera                | Venceu    |
| 2016 | O Bom Dinossauro          | Melhor Filme de Animação           | Peter Sohn                                | Indicado  |
| 2018 | Viva - A Vida é Uma Festa | Melhor Filme de Animação           | Lee Unkrich e Darla K. Anderson           | Venceu    |
| 2019 | Os Incríveis 2            | Melhor Filme de Animação           | Brad Bird                                 | Indicado  |
| 2020 | Toy Story 4               | Melhor Filme de Animação           | Josh Cooley                               | Indicado  |
| 2021 | Onward                    | Melhor Filme de Animação           | Dan Scanlon                               | Indicado  |
| 2021 | Soul                      | Melhor Filme de Animação           | Pete Docter                               | Venceu    |
| 2021 | Soul                      | Melhor Trilha Sonora               | Trent Reznor, Atticus Ross, e Jon Batiste | Venceu    |

### Oscar
| Filme               | Melhor Filme | Melhor Animação    | Melhor Roteiro Original | Melhor Roteiro Adaptado | Melhor Trilha Sonora | Melhor Canção Original | Som           | Som            | Outro                  |
| Filme               | Melhor Filme | Melhor Animação    | Melhor Roteiro Original | Melhor Roteiro Adaptado | Melhor Trilha Sonora | Melhor Canção Original | Edição de Som | Mixagem de Som | Outro                  |
| ------------------- | ------------ | ------------------ | ----------------------- | ----------------------- | -------------------- | ---------------------- | ------------- | -------------- | ---------------------- |
| Toy Story           |              | Prêmio não existia | Indicado                | -                       | Indicado             | Indicado               |               |                | Venceu Prêmio Especial |
| A Bug's Life        |              | Prêmio não existia |                         | -                       | Indicado             |                        |               |                |                        |
| Toy Story 2         |              | Prêmio não existia | -                       |                         |                      | Indicado               |               |                |                        |
| Monsters, Inc.      |              | Indicado           |                         | -                       | Indicado             | Venceu                 | Indicado      |                |                        |
| Finding Nemo        |              | Venceu             | Indicado                | -                       | Indicado             |                        | Indicado      |                |                        |
| The Incredibles     |              | Venceu             | Indicado                | -                       |                      |                        | Venceu        | Indicado       |                        |
| Cars                |              | Indicado           |                         | -                       |                      | Indicado               |               |                |                        |
| Ratatouille         |              | Venceu             | Indicado                | -                       | Indicado             |                        | Indicado      | Indicado       |                        |
| WALL-E              |              | Venceu             | Indicado                | -                       | Indicado             | Indicado               | Indicado      | Indicado       |                        |
| Up                  | Indicado     | Venceu             | Indicado                | -                       | Venceu               |                        | Indicado      |                |                        |
| Toy Story 3         | Indicado     | Venceu             | -                       | Indicado                |                      | Venceu                 | Indicado      |                |                        |
| Cars 2              |              |                    | -                       |                         |                      |                        |               |                |                        |
| Brave               |              | Venceu             |                         | -                       |                      |                        |               |                |                        |
| Monsters University |              |                    | -                       |                         |                      |                        |               |                |                        |
| Inside Out          |              | Venceu             | Indicado                | -                       |                      |                        |               |                |                        |
| The Good Dinosaur   |              |                    |                         | -                       |                      |                        |               |                |                        |
| Finding Dory        |              |                    | -                       |                         |                      |                        |               |                |                        |
| Cars 3              |              |                    | -                       |                         |                      |                        |               |                |                        |
| Coco                |              | Venceu             |                         | -                       |                      | Venceu                 |               |                |                        |
| Incredibles 2       |              | Indicado           | -                       |                         |                      |                        |               |                |                        |
| Toy Story 4         |              | Venceu             | -                       |                         |                      | Indicado               |               |                |                        |
| Onward              |              | Indicado           |                         | -                       |                      |                        |               |                |                        |
| Soul                |              | Venceu             |                         | -                       | Venceu               |                        | Indicado      | Indicado       |                        |
| Luca                |              | Indicado           |                         | -                       |                      |                        |               |                |                        |
| Turning Red         |              | Indicado           |                         | -                       |                      |                        |               |                |                        |
| Lightyear           |              |                    | -                       |                         |                      |                        |               |                |                        |
| Elemental           |              | Indicado           |                         | -                       |                      |                        |               |                |                        |

| Ano  | Filme                    | Categoria                                  | Indicado                                                                                      | Resultado |
| ---- | ------------------------ | ------------------------------------------ | --------------------------------------------------------------------------------------------- | --------- |
| 1996 | Toy Story                | Melhor Roteiro Original                    | Joel Cohen, Pete Docter, John Lasseter, Joe Ranft, Alec Sokolow, Andrew Stanton e Joss Whedon | Indicado  |
| 1996 | Toy Story                | Melhor Trilha Sonora de Comédia ou Musical | Randy Newman                                                                                  | Indicado  |
| 1996 | Toy Story                | Melhor Canção Original                     | "You've Got a Friend in Me" Letra e Música por Randy Newman                                   | Indicado  |
| 1996 | Toy Story                | Prêmio de Contribuição Especial            | John Lasseter                                                                                 | Venceu    |
| 1999 | Vida de Inseto           | Melhor Trilha Sonora de Comédia ou Musical | Randy Newman                                                                                  | Indicado  |
| 2000 | Toy Story 2              | Melhor Canção Original                     | "When She Loved Me" Letra e Música por Randy Newman                                           | Indicado  |
| 2002 | Monstros S.A             | Melhor Filme de Animação                   | Pete Docter                                                                                   | Indicado  |
| 2002 | Monstros S.A             | Melhor Trilha Sonora                       | Randy Newman                                                                                  | Indicado  |
| 2002 | Monstros S.A             | Melhor Canção Original                     | "If I Didn't Have You" Letra e Música por Randy Newman                                        | Venceu    |
| 2002 | Monstros S.A             | Melhor Edição de Som                       | Gary Rydstorm e Michael Silvers                                                               | Indicado  |
| 2004 | Procurando Nemo          | Melhor Filme de Animação                   | Andrew Stanton                                                                                | Venceu    |
| 2004 | Procurando Nemo          | Melhor Roteiro Original                    | Bob Peterson, David Reynolds e Andrew Stanton                                                 | Indicado  |
| 2004 | Procurando Nemo          | Melhor Trilha Sonora                       | Thomas Newman                                                                                 | Indicado  |
| 2004 | Procurando Nemo          | Melhor Edição de Som                       | Gary Rydstrom e Michael Silvers                                                               | Indicado  |
| 2005 | Os Incríveis             | Melhor Filme de Animação                   | Brad Bird                                                                                     | Venceu    |
| 2005 | Os Incríveis             | Melhor Roteiro Original                    | Brad Bird                                                                                     | Indicado  |
| 2005 | Os Incríveis             | Melhor Edição de Som                       | Michael Silvers e Randy Thom                                                                  | Venceu    |
| 2005 | Os Incríveis             | Melhor Mixagem de Som                      | Randy Thom, Gary Rizzo e Doc Kane                                                             | Indicado  |
| 2007 | Carros                   | Melhor Filme de Animação                   | John Lasseter                                                                                 | Indicado  |
| 2007 | Carros                   | Melhor Canção Original                     | "Our Town" Letra e Música por Randy Newman                                                    | Indicado  |
| 2008 | Ratatouille              | Melhor Filme de Animação                   | Brad Bird                                                                                     | Venceu    |
| 2008 | Ratatouille              | Melhor Roteiro Original                    | Brad Bird, Jan Pinkava & Jim Capobianco                                                       | Indicado  |
| 2008 | Ratatouille              | Melhor Trilha Sonora                       | Michael Giacchino                                                                             | Indicado  |
| 2008 | Ratatouille              | Melhor Edição de Som                       | Randy Thom & Michael Silvers                                                                  | Indicado  |
| 2008 | Ratatouille              | Melhor Mixagem de Som                      | Randy Thom, Michael Semanick & Doc Kane                                                       | Indicado  |
| 2009 | WALL·E                   | Melhor Filme de Animação                   | Andrew Stanton                                                                                | Venceu    |
| 2009 | WALL·E                   | Melhor Roteiro Original                    | Andrew Stanton, Jim Reardon e Pete Docter                                                     | Indicado  |
| 2009 | WALL·E                   | Melhor Trilha Sonora                       | Thomas Newman                                                                                 | Indicado  |
| 2009 | WALL·E                   | Melhor Canção Original                     | "Down to Earth" Letra por Peter Gabriel e Música por Thomas Newman                            | Indicado  |
| 2009 | WALL·E                   | Melhor Edição de Som                       | Ben Burtt e Matthew Wood                                                                      | Indicado  |
| 2009 | WALL·E                   | Melhor Mixagem de Som                      | Tom Myers, Michael Semanick e Ben Burtt                                                       | Indicado  |
| 2010 | Up: Altas Aventuras      | Melhor Filme                               | Jonas Rivera                                                                                  | Indicado  |
| 2010 | Up: Altas Aventuras      | Melhor Roteiro Original                    | Pete Docter, Thomas McCarthy e Bob Peterson                                                   | Indicado  |
| 2010 | Up: Altas Aventuras      | Melhor Filme de Animação                   | Pete Docter                                                                                   | Venceu    |
| 2010 | Up: Altas Aventuras      | Melhor Trilha Sonora                       | Michael Giacchino                                                                             | Venceu    |
| 2010 | Up: Altas Aventuras      | Melhor Edição de Som                       | Tom Myers e Michael Silvers                                                                   | Indicado  |
| 2011 | Toy Story 3              | Melhor Filme                               | Darla K. Anderson                                                                             | Indicado  |
| 2011 | Toy Story 3              | Melhor Roteiro Adaptado                    | Michael Arndt, John Lasseter, Andrew Stanton e Lee Unkrich                                    | Indicado  |
| 2011 | Toy Story 3              | Melhor Filme de Animação                   | Lee Unkrich                                                                                   | Venceu    |
| 2011 | Toy Story 3              | Melhor Canção Original                     | "We Belong Together" Letra e Música por Randy Newman                                          | Venceu    |
| 2011 | Toy Story 3              | Melhor Edição de Som                       | Tom Myers e Michael Silvers                                                                   | Indicado  |
| 2013 | Valente                  | Melhor Filme de Animação                   | Mark Andrews e Brenda Chapman                                                                 | Venceu    |
| 2016 | Divertida Mente          | Melhor Filme de Animação                   | Pete Docter e Jonas Rivera                                                                    | Venceu    |
| 2016 | Divertida Mente          | Melhor Roteiro Original                    | Pete Docter, Meg LeFauve, Josh Cooley e Ronnie del Carmen                                     | Indicado  |
| 2018 | Viva: A Vida é uma Festa | Melhor Filme de Animação                   | Lee Unkrich e Darla K. Anderson                                                               | Venceu    |
| 2018 | Viva: A Vida é uma Festa | Melhor Canção Original                     | "Remember Me" Letra por Kristen Anderson-Lopez e Música por Robert Lopez                      | Venceu    |
| 2019 | Incredibles 2            | Melhor Filme de Animação                   | Brad Bird, John Walker e Nicole Paradis Grindle                                               | Indicado  |
| 2020 | Toy Story 4              | Melhor Filme de Animação                   | Josh Cooley                                                                                   | Venceu    |
| 2020 | Toy Story 4              | Melhor Canção Original                     | "I Can't Let You Throw Yourself Away" Letra e Música por Randy Newman                         | Indicado  |
| 2021 | Onward                   | Melhor Filme de Animação                   | Dan Scanlon e Kori Rae                                                                        | Indicado  |
| 2021 | Soul                     | Melhor Filme de Animação                   | Pete Docter e Dana Murray                                                                     | Venceu    |
| 2021 | Soul                     | Melhor Trilha Sonora                       | Trent Reznor, Atticus Ross, e Jon Batiste                                                     | Venceu    |
| 2021 | Soul                     | Melhor Som                                 | Ren Klyce, Coya Elliot e David Parker                                                         | Indicado  |